# Foroneu
Foroneu, na mitologia grega, foi um rei de Argos.
Segundo Pseudo-Apolodoro, ele sucedeu a seu irmão Egialeu (que morreu sem filhos) e foi sucedido por seu filho Ápis.
Outros autores antigos consideram Foroneu como o primeiro rei da região, ou o segundo rei de Argos, sucedendo a seu pai Ínaco e sendo sucedido por Ápis; pelos cálculos de Jerônimo de Estridão, ele reinou de 1806 a.C. a 1746 a.C.. Após sua morte, seu irmão Phegous ergueu um templo a ele, para que ele fosse adorado como um deus com sacrifício de bovinos.
Segundo Newton, a antiguidade de Foroneu foi inventada por Acusilau, que fez Foroneu ser contemporâneo de Ogiges e o dilúvio grego, ao antecipar seu reinado em 680 anos. Newton propõe a data de 1080 a.C. para a fundação de Phoronicum (mais tarde chamada de Argos) por Foroneu, cujo pai Ínaco seria um rei pastor do Egito (hicso) exilado.